# SAVS
SAVS（Smart Access Vehicle Service）は、公立はこだて未来大学、名古屋大学、産業技術総合研究所と株式会社未来シェアが開発したシェア型リアルタイムオンデマンド公共交通サービスのプラットフォームである。
利用者はスマートフォンのアプリなどを使い、現在位置と目的地を告げる。システムは全車輛の位置と経路を管理しているので、乗合いでデマンドに即時対応する最適配車を行うシステムである。[3][4]
函館やお台場をはじめとして様々な都市において小規模な実験を行い、成功を収めている。しかしながら現行法律の下ではタクシーと路線バスの運行形態は分離されており、SAVSの理念をそのまま実現できない。商店街や病院などが運行費用を持ち、利用者は無料にするなどの工夫が必要である。

## デマンド型都市交通の現状
鈴木文彦 (2013)によると、デマンド型交通システムは以下の4通りに分類される．
- 迂回ルート型
- 一部区間デマンド型
- 設定ダイヤデマンド型
- 区域型（フルデマンド型）

SAVSはフルデマンド型である。

## Mobility as a Service
MaaS (Mobility as a Service)はフィンランド発の概念で、既存の様々な交通手段をモビリティプラットフォームの下に統合するものである[6]。SAVSはMaaSプラットフォームを支える新しい交通手段として提案・実装されている。

## サービス展開
2017年7月に名古屋のつばめタクシーのエアポートリムジンのサービスの配車システムとして未来シェアのSAVSが採用された．

## 実証実験
2013年10月24日 - 30日
初回実験。北海道函館市中心部の限定エリアで車両5台（普通タクシー3台、9人乗りジャンボタクシー2台）を用いた実験。ユーザは事前募集の実験協力者40名程度で、世界初の完全自動リアルタイム複数台配車に成功した。
2014年4月27日
エリアを函館市中心部全域に拡大し、車輛台数16台（普通タクシー12台、ジャンボタクシー3台、小型バス1台）による実験を行なった。対象はサービス学会大会参加者のうち実験に協力してくれた人（50名程度）である。
2015年5月
公立はこだて未来大学で開催された人工知能学会全国大会参加者を対象に、大会期間中4日間のフルサービス実験を行なった。
2017年3月
長野県上諏訪エリアにて、諏訪地方観光連盟が主催する二次交通強化の一環とした実証実験を行なった。
2017年9月 - 10月
株式会社JTB中国四国と協力し、中国運輸局・山陰インバウンド機構から受託した、平成29年度広域周遊ルート形成促進事業「宿泊施設での外国人実態調査及び消費拡大のための実証調査」において、クルーズ船外国人客を対象とし実証実験を行なった。
2018.2～3  名古屋市東部地区相乗りタクシー実証実験
2018.8  鳥取県境港市でクルーズ船外国人向け実験
2018.9  鳥取県境港市でクルーズ船外国人向け実験
2018.9〜10  長久手市定額乗合タクシー（N-タク）実証実験
2018.10～12  　NEDOプロジェクト実証実験
2018.10  島根県浜田市でクルーズ船外国人向け実験
2018.10  ヴァル研究所とMaaS分野で業務提携
2018.11～1  太田デイトレセンターで福祉Mover実証実験開始
2019.1～3  東急電鉄と日本初の「郊外型MaaS実証実験」 たまプラーザ北側地区にて実施
2019.1  熊本県荒尾市であらお相乗りタクシーの実証実験
2019.2  清水港実験
2019.2  静岡市居住者を対象としたMaaS実証実験
2019.3  「スマートモビリティ革命」出版
2019.3  伊那市にて「AI最適運行・自動配車サービス（ドアーツードア乗合タクシー）実証実験
2019.4〜6　  IZUKO実験　フェーズ１
2019.7  清水港実験
2019.9  荒尾実験開始
2019.9〜11  長久手市定額乗合タクシー（N-タク）実証実験
2019.10  岩手県紫波町にてデマンド型乗合バス実験
2019.9  金沢で外国人観光客向け実験
2019.10～11  第1弾「志摩MaaS」実証実験
2019.10  熊本市で外国人観光客向け実験
2019.11.1  静岡でAI相乗りタクシー実験
2019.11.1  伊那市にて「AI最適運行・自動配車サービス（ドアーツードア乗合タクシー）実証実験
2019.11〜2020.2  高蔵寺ニュータウンで相乗りタクシー実証実験
2019.11  境港実験